# قوانين الخصوصية في الولايات المتحدة
تتعامل قوانين الخصوصية في الولايات المتحدة مع العديد من المفاهيم القانونية المختلفة. يُعرف أحد هذه المفاهيم بانتهاك الخصوصية، وهي عبارة عن خطأ يستند إلى القانون العام الذي يسمح للطرف المتضرر برفع دعوى قضائية ضد شخص يتطفل بشكل غير قانوني على شؤونه الخاصة ويكشف عن معلوماته الخاصة أو التشهير بها أو تخصيص اسمه لتحقيق مكاسب شخصية. تتمتع الشخصيات العامة بخصوصية أقل، ويُعتبر هذا مجالًا قانونيًا متطورًا من حيث صلته بالإعلام.
ينبع جوهر القانون من الحق في الخصوصية، والذي يُعرَّف على نطاق واسع بأنه «الحق في أن يُترك وحده». عادة ما يستثني الأمور أو الأنشطة الشخصية التي يمكن أن تكون ذات فائدة عامة معقولة مثل تلك التي تخص المشاهير أو المشاركين في الأحداث الإخبارية. يمكن أن يكون انتهاك الحق في الخصوصية هو الأساس لدعوى قضائية بالأضرار ضد الشخص أو الكيان الذي ينتهك هذا الحق.
يشمل هذا القانون حق التعديل الرابع في التحرر من الاستقصاء أو الاستيلاء غير المبرر وحق التعديل الأول في التجمع الحر والحق في الإجراءات القانونية بموجب التعديل الرابع عشر، والتي أقرت بها المحكمة العليا باعتبارها تحمي الحق العام في الخصوصية داخل الأسرة والزواج والأمومة والإنجاب وتربية الأطفال.
فشلت محاولات الكونغرس في تحسين حماية خصوصية المستهلك في الولايات المتحدة في أعقاب انتهاك بيانات إكويفاكس من شهر مايو إلى يوليو في عام 2017، والتي أثرت على 145.5 مليون مستهلك أمريكي.

## خصوصية الأطفال

### قانون حماية خصوصية الأطفال عبر الإنترنت
قانون حماية خصوصية الأطفال عبر الإنترنت هو قانون فدرالي في الولايات المتحدة يفرض قيودًا صارمة على البيانات التي يمكن لشركات البيانات جمعها أو مشاركتها أو بيعها للأطفال الذين تقل أعمارهم عن 13 عامًا. يوجد هناك بند أساسي بموجب قانون حماية خصوصية الأطفال عبر الإنترنت، وهو أنه يجب على مُشغّل الموقع «الحصول على موافقة الوالدين القابلة للتحقق قبل جمع أو استخدام أو الكشف عن المعلومات الشخصية من الأطفال».

## الأساس الدستوري للحق في الخصوصية

### الفدرالي
يوجد هناك حدود دستورية للتدخل الحكومي في حق الأفراد في الخصوصية، وذلك على الرغم من عدم استخدام كلمة «الخصوصية» بشكل فعلي في نص دستور الولايات المتحدة. يتحقق ذلك حتى عند السعي لتحقيق هدف عام مثل ممارسة سلطات الشرطة أو سن التشريعات. يحمي الدستور فقط من الجهات الفاعلة في الدولة. لا يمكن حلّ انتهاكات الخصوصية من قبل الأفراد إلا بموجب قرارات المحكمة السابقة.
يضمن التعديل الرابع لدستور الولايات المتحدة أنه «لا يجوز انتهاك حق الأشخاص في أن يكونوا آمنين في أنفسهم ومنازلهم وأوراقهم وآثارهم ضد عمليات التفتيش والاستقصاء غير المعقولة، ولا يجوز أن تشكل عمليات التفتيش هذه أيّ مشكلة، ولكن لسبب محتمل، فهو مدعوم بالقسم أو التأييد ولاسيما في وصف المكان الذي سيجري فيه الاستقصاء والأشخاص أو الأشياء التي سيُستًولى عليها». يتمثل التعديل الرابع بمحاولة صائغي الدستور لحماية السلامة الروحية والفكرية لكل مواطن. تنتهك الحكومة التي انتهكت التعديل الرابع مسبقًا من أجل استخدام الأدلة ضد المواطن التعديل الخامس أيضًا.
يحمي التعديل الأول الحق في حرية التجمع وتوسيع حقوق الخصوصية. يعتقد البعض أن التعديل التاسع يعلن الحقيقة التي تقول بأن الحق الذي لم يرد ذكره بشكل واضح في الدستور لا يعني أنه يمكن للحكومة انتهاكه. اعترفت المحكمة العليا بالتعديل الرابع عشر على أنه داعمٌ حقًا في الإجراءات القانونية الواجبة في الخصوصية.
اعتُرف بهذا أولًا من قبل العديد من قضاة المحكمة العليا في قضية غريسولد ضد كونيكتيكت، وهو قرار صدر في عام 1965 يحمي حقوق منع الحمل لدى الزوجين. اعتُرف به مرة أخرى في عام 1973 في قضية رو ضد وايد التي اعتمدت على الحق في الخصوصية لحماية حق المرأة في الإجهاض، وفي عام 2003 في قضية لورنس ضد تكساس التي اعتمدت على الحق في الخصوصية فيما يتعلق بالممارسات الجنسية للأزواج مثليي الجنس.

### ألاسكا
اعتُمد التعديل الثالث لتعديل الحق في الخصوصية في ألاسكا بنسبة 86% من الأصوات لدعم التعديل الدستوري المشار إليه دستوريًا في 22 أغسطس في عام 1972. تنص الفقرة 22 من المادة الأولى من دستور ألاسكا على أن «حق الأشخاص في الخصوصية معترف به ولا يجوز انتهاكه، ويجب على السلطة التشريعية تطبيق هذه الفقرة».

### كاليفورنيا
تنص الفقرة الأولى من المادة الأولى من دستور كاليفورنيا على الخصوصية كحق ثابت. يتوسع قانون مجلس شيوخ كاليفورنيا وفقًا لقانون الخصوصية ويضمن أنه في حالة كشف الشركة عن معلومات حساسة لأحد الأشخاص في كاليفورنيا، فيجب على هذا الشخص الإبلاغ عنها. ألهم هذا القانون العديد من الدول للتوصل إلى تدابير مماثلة.
يحدد قانون الإفصاح عن المعلومات في كاليفورنيا الذي أُطلِق في 1 يناير في عام 2005 قواعد محددة فيما يتعلق بالطريقة والوقت الذي يجب على الشركة فيه الكشف عن استخدام معلومات العميل الشخصية ويفرض أضرارًا مدنية بسبب انتهاك القانون.
صدر مشروع قانون خصوصية القارئ في كاليفورنيا في عام 2011. يحظر هذا القانون على الموفّر التجاري لخدمة الكتب بشكل خاص الكشف عن أو إجباره على الكشف عن المعلومات الشخصية التي تتعلق بمستخدم خدمة الكتاب مع مراعاة بعض الاستثناءات. سيتطلب مشروع القانون من موفّر الخدمة الكشف عن المعلومات الشخصية للمستخدم فقط في حالة إصدار أمر من المحكمة كما هو محدد، وذلك بالإضافة إلى بعض الشروط الأخرى المحددة مسبقًا. سيفرض مشروع القانون عقوبات مدنية على موفّر خدمة الكتاب بسبب الكشف عن معلومات المستخدم الشخصية عن عمد إلى جهة حكومية في انتهاك لهذه الأحكام. ينطبق هذا القانون على الكتب الإلكترونية بالإضافة إلى الكتب المطبوعة.

### فلوريدا
تنص الفقرة 23 من المادة الأولى من دستور ولاية فلوريدا على «امتلاك كل شخص طبيعي للحق في أن يترك وحيدًا وحرًا من أي تدخل حكومي في حياته الشخصية الخاصة باستثناء ما هو منصوص عليه خلافًا لذلك. يجب ألا يُفسر هذا القسم من المادة على تقييد حق الجمهور في الوصول إلى السجلات والاجتماعات العامة على النحو المنصوص عليه في القانون».

### مونتانا
تنص الفقرة 10 من المادة الثانية من دستور ولاية مونتانا على أن «الحق في الخصوصية الفردية هو أمر ضروري لرفاهية المجتمع الحر، ويجب ألا يُنتهك دون إظهار الاهتمام الإلزامي من قبل الولاية».

### واشنطن
تنص الفقرة 7 من المادة الأولى من دستور واشنطن العاصمة على أنه «لا يجوز إزعاج أي شخص في شؤونه الخاصة أو انتهاك حرمة منزله دون إذن قانوني صادر من الولاية».
- يُطلب من مطبقي القانون الحصول على أمر قضائي قبل استخدام تقنية آ إم إس آي كاتشر، وهو جهاز للتنصت على المكالمات الهاتفية والبيانات التي تمر من خلال الهواتف المحمولة.[18]
- الرسائل النصية الفردية الخاصة محمية من عمليات الاستقصاء غير المبررة.[19]

## قوانين خصوصية الولاية
يُعد الحق في الخصوصية محمي أيضًا بأكثر من 600 قانون في الولايات وبموجب عشرات القوانين الفيدرالية مثل تلك التي تحمي معلومات الصحة والطلاب وتحد أيضًا من المراقبة الإلكترونية.